# Zyzdrój Mały
Zyzdrój Mały – jezioro w woj. warmińsko-mazurskim, w powiecie szczycieńskim, w gminie Świętajno, leżące na terenie Równiny Mazurskiej.

## Opis
Kształt bardzo wydłużony z północnego zachodu na południowy wschód. Zachodni, wysoki brzeg jest pokryty lasem. Pozostałe brzegi są płaskie, miejscami pagórkowate, na północnym leżą mokradła. Od wschodu, południowego wschodu i południa pola, łąki, nieużytki, kępy drzew. Najbliższa miejscowość to Spychowo, najbliższe miasto to Szczytno.
Dojazd do wschodnich brzegów jest prosty – przebiega wzdłuż niego droga krajowa nr 59 łącząca Ostrołękę i Mrągowo. Dojazd ze Szczytna najłatwiejszy drogą krajową nr 58 do Babięt i dalej na południe. W okolicy jeziora nie ma bliskich miejscowości. W pewnej odległości znajdują się:
- na południowym wschodzie Spychowo
- na wschodzie Stare Kiełbonki
- na północnym wschodzie Babięta

## Dane morfometryczne
Powierzchnia zwierciadła wody według różnych źródeł wynosi od 50,7 ha do 61,0 ha.
Zwierciadło wody położone jest na wysokości 126,8 m n.p.m. lub 126,3 m n.p.m. Średnia głębokość jeziora wynosi 3,9 m, natomiast głębokość maksymalna 12,8 m.
W oparciu o badania przeprowadzone w 2001 roku wody jeziora zaliczono do III klasy czystości.
Jezioro jest otwarte poprzez cieki:
- wypływa z niego rzeka Zyzdrój (Krutynia, Struga Spychowska)
- wpływa do niego kanał z jeziora Zyzdrój Wielki

## Turystyka
- Jezioro leży na trasie spływu rzeką Krutynią.
- Jezioro leszczowe. W zatokach szeroki pas trzcin i roślinności przybrzeżnej. Dużo pomostów wędkarskich. Średnia ilość ryb.
- Woda czysta, dobrze nadająca się do kąpieli. Sporo dzikich zejść do wody z pomostami.